# Unorthodox (álbum)
Unorthodox é o primeiro álbum de estúdio da rapper Mexicana-Americana Snow Tha Product, lançado em 26 de Outubro de 2011.
É procedido da mixtape Unorthodox 0.5, produzida pelo DJ Whoo Kid, que inclui algumas canções do álbum. As canções "Drunk Love", "Woke Wednesday" e "Holy Shit" ganharam videoclipes, que ultrapassaram  a marca de 3 milhões de visualizações no YouTube em 2011.

## Lista de faixas
| Edição padrão |                      |                    |                                   |         |  |
| N.º           | Título               | Compositor(es)     | Produtor(es)                      | Duração |  |
| 1.            | "I'ma Make It"       | - Snow Tha Product | Omeguh                            | 1:36    |  |
| 2.            | "Unorthodox"         | - Snow Tha Product | Redhook Noodles                   | 2:19    |  |
| 3.            | "I'm All That"       | - Snow Tha Product | Pumba                             | 3:33    |  |
| 4.            | "Woke Wednesday"     | - Snow Tha Product | Superstar O                       | 2:30    |  |
| 5.            | "Good Girls"         | - Snow Tha Product | Essay Potna                       | 3:31    |  |
| 6.            | "Like That"          | - Snow Tha Product | Pumba                             | 3:42    |  |
| 7.            | "Holy Shit"          | - Snow Tha Product | Hannibal Hector (of The Nominees) | 1:37    |  |
| 8.            | "Vaquero"            | - Snow Tha Product | Pumba                             | 1:35    |  |
| 9.            | "Drunk Love (Remix)" | - Snow Tha Product | Pumba                             | 3:20    |  |
| 10.           | "I Bet You Won't"    | - Snow Tha Product | AR Beats                          | 3:09    |  |
| 11.           | "Nothing Nice"       | - Snow Tha Product |                                   | 3:14    |  |
| 12.           | "Beast Mode"         | - Snow Tha Product | Hannibal Hector (of The Nominess) | 1:22    |  |
| 13.           | "High Definition"    | - Snow Tha Product | Keise on da Track                 | 3:58    |  |
| 14.           | "Telemundo"          | - Snow Tha Product | Snow Tha Product                  | 3:22    |  |
| 15.           | "Hey Girl"           | - Snow Tha Product | Smoke Beatz                       | 2:47    |  |
| 16.           | "Till Death"         | - Snow Tha Product | Essay Potna                       | 4:16    |  |
| 17.           | "Maria Felix"        | - Snow Tha Product | Pumba                             | 3:32    |  |